# 고분옥
고분옥(高分屋, ?~?)는 백제의 관리이다.

## 생애
544년, 시덕 관등인 그는 같은 관등인 마무(馬武), 사나노차주(斯那奴次酒) 등과 함께 가야에 사신으로 파견되어 가야의 재건과 대왜관계에 대한 백제 성왕의 뜻을 전했다.

## 참고 자료
- 《일본서기》